# بزرگمهر حسین‌پور
بزرگمهر حسین‌پور (زاده آذر ۱۳۵۵ در تهران) کاریکاتوریست و کارگردان انیمیشن اهل ایران است.

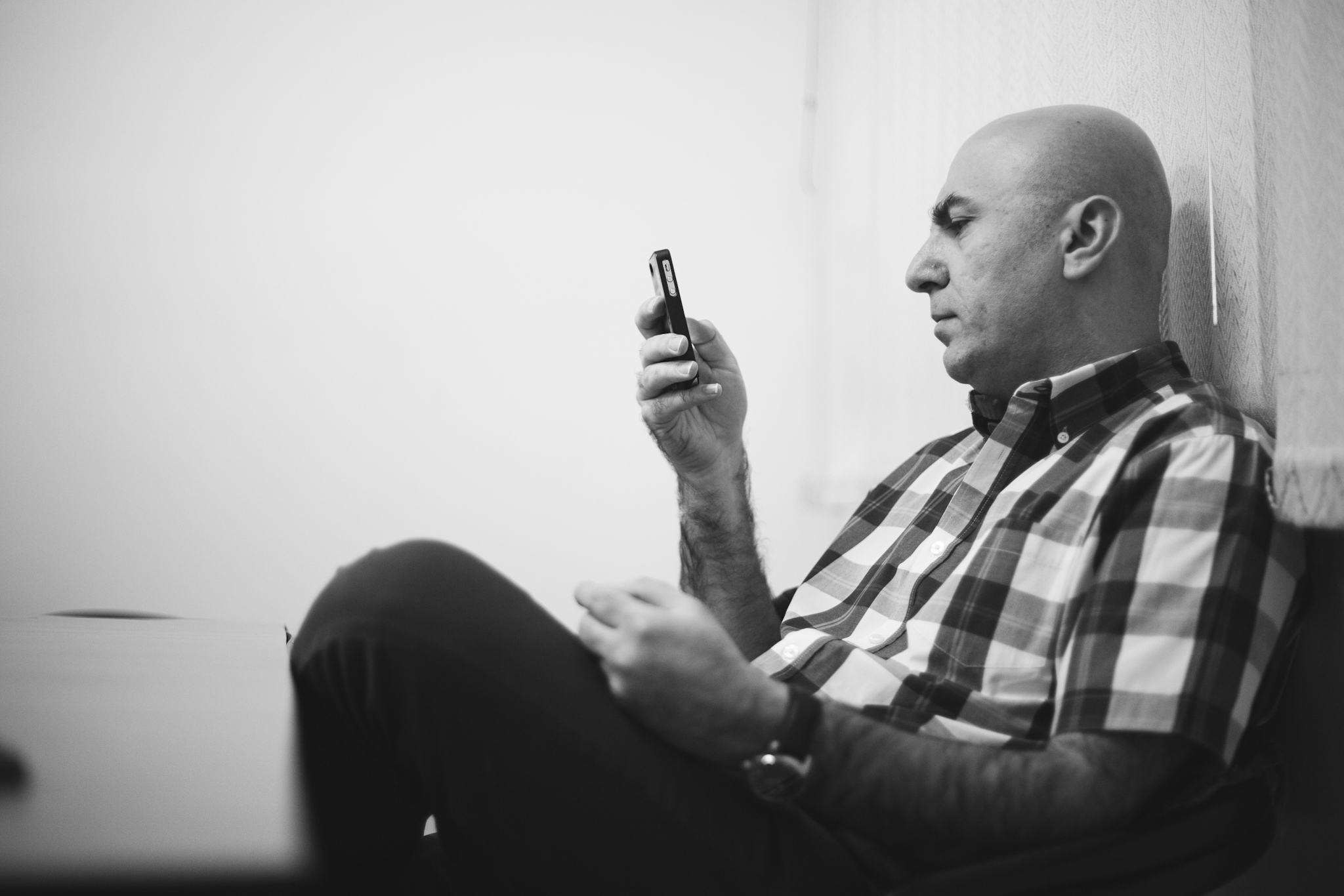
بزرگمهر حسین پور در کارگاه آموزشی خود

## زندگی
حسین‌پور در سال ۱۳۵۵ به دنیا آمد. او رشته نقاشی را در دانشگاه آزاد تهران به پایان رساند. از سال ۱۳۶۹ به عنوان کارتونیست و کاریکاتوریست در نشریات گوناگون کشور مانند گل آقا، کیهان کاریکاتور، روزنامه زن، سروش نوجوان، رشد نوجوان، روزنامه نوروز، روزنامه آفتابگردان، روزنامه اقبال و هفته‌نامه چلچراغ به کار پرداخته‌است.

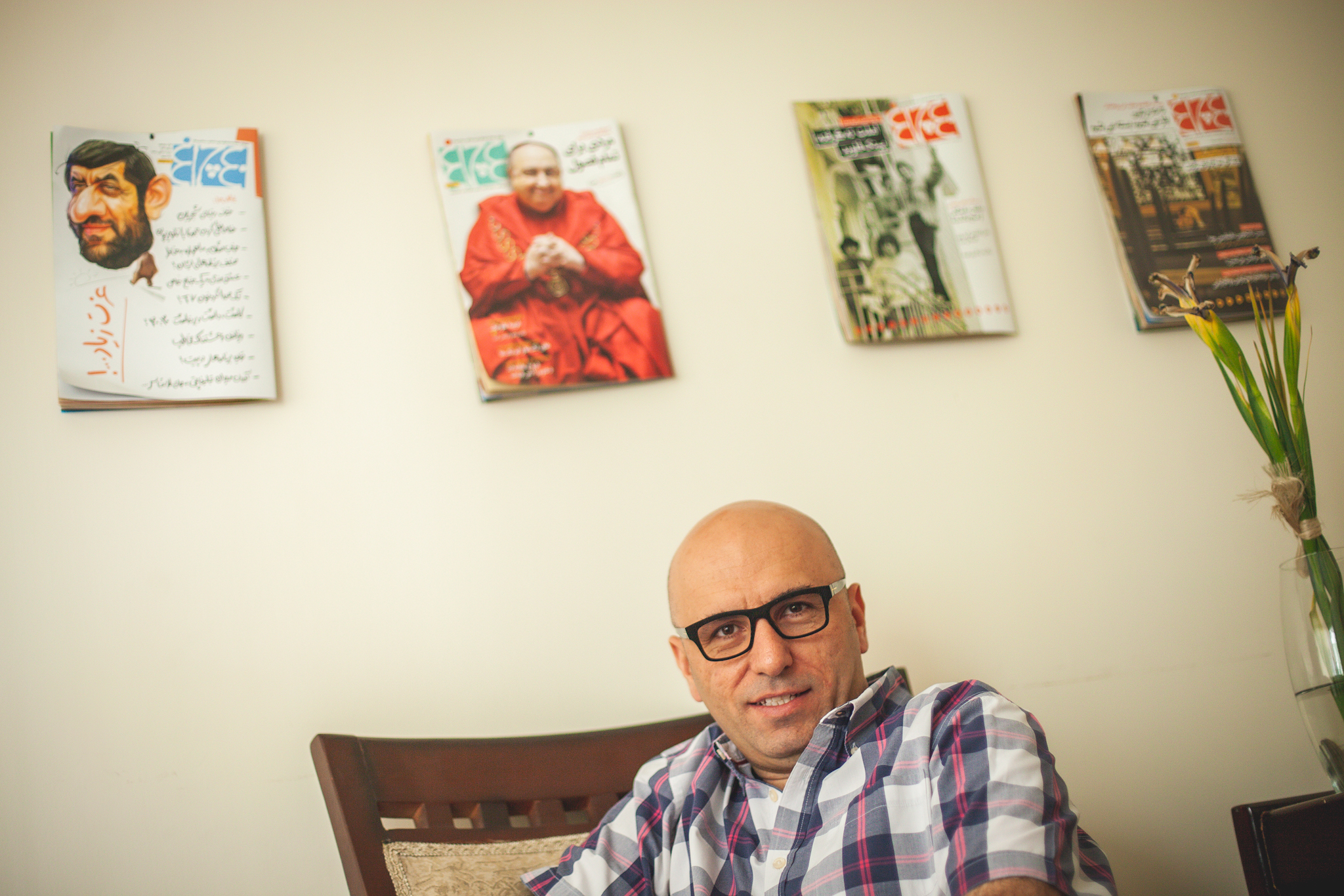
بزرگمهر حسین پور

## انیمیشن و فیلم
- ساخت بیش از ده تیزر تبلیغاتی
- کارگردانی و تولید پنجاه دقیقه فیلم کوتاه با موضوعات مفهومی و فرهنگی برای مرکز صبا
- کارگردانی و تولید پنجاه دقیقه انیمیشن کوتاه با موضوع کتاب برای مرکز صبا
- کارگردانی و طراح کلید انیمیشن کوتاه «خوب، بد، عشق»
- کارگردانی و تولید سی دقیقه انیمیشن با موضوعات اجتماعی برای حوزه هنری
- طراحی استوری برد فیلم سینمایی «شبانه روز» به کارگردانی امید بنکدار و کیوان علی محمدی
- طراحی استوری بورد فیلم پل چوبی ساخته مهدی کرم پور
- ساخت و کارگردانی انیمیشن‌های کوتاه پا به پای استاد

## کتاب‌ها
- ماجراهای دلمه: دلمه، کسی که می‌خواست دلمه نماند، انتشارات گل آقا (۱۳۷۸)[۲]
- ساندویچ، انتشارات آفتابگردان (۱۳۸۳)
- از قر و قمبیل‌های قلمی بی قال و قیل! (جلد اول)، انتشارات روزنه (۱۳۸۵)
- از قر و قمبیل‌های قلمی بی قال و قیل! (جلد دوم)، انتشارات روزنه (۱۳۸۵)
- آهای یکی اینجا تنهاست، انتشارات روزنه (۱۳۹۴)
- این سیاستمداران سه نقطه!...، انتشارات روزنه (۱۳۸۹)
- من گوساله‌ام، نشر مثلث (۱۳۹۰)[۳]
- کتاب دودر، انتشارات روزنه (۱۳۹۱)
- شهر هرت، نشر مثلث (۱۳۹۴)[۴]
- مجموعه کتاب‌های مترو
- موش و گربه به روایت عبید، نشر چشمه (۱۳۹۷)[۵]

## پرفورمنس‌ها
- هفتاد و دو ملت: ۱۳۹۲. گالری راه ابریشم تهران. در این برنامه فراخوان داده شد که هر کسی در آن روز در گالری بیاید کاریکاتورش کشیده خواهد شد. نزدیک به دو هزار ش کت‌کننده داشت و در عرض شش ساعت نزدیک به پانصد چهره کشیده شد و بوم دو متر در یک متر و نیم دیگر جای چهره کشیدن نداشت و کار با همان مقدار چهره تمام شد.
- تهران: تهران. اسفند ۱۳۹۳. در این پرفورمنس نمایشگاهی با موضوع تهران با همکاری رضا یزدانی خواننده پاپ/راک بر پا شد و در بخشی از آن رضا یزدانی به صورت زنده کاری را خواند و بزرگمهر حسین پور به صورت زنده اثری در مورد تهران را کشید
- صلح: تهران. ۱۳۹۴. در این اجرا بزرگمهر حسین پور فراخوان داد تا همه بیایند و روی بومی بزرگ نقاطی را که او می‌کشد را با خط به هم وصل کنند. در پایان اثری خلق شد که در آن هزار و سیصد و نود و پنج نفر با همین تعداد خط شرکت کردند و آخر کار بزرگمهر نقشی کشید که مضمون صلح به کار داد و تابلو تمام شد. این تابلو در واقع با مشارکت هزار و سیصد و نود و پنج نفر خلق شد که روحی از صلح در خود داشت
- تابلوی میخ:این تابلو روز در روز ۳۰ آبان ۱۳۹۶ در گالری آس خلق شد. حسین پور از مردم خواسته بود تا با در دست داشتن یک میخ به گالری بروند تا او تابلو را که دارای مضمون پیشگیری از خشونت علیه کودکان بود را به صورت جمعی خلق کند. در آن مراسم هنرمندانی چون مهناز افشار، بهرام رادان ،... حضور داشتند.

ا

## نمایشگاه‌های انفرادی
- یک کاریکاتوریست در حرمسرای ناصرالدین شاه تهران گالری راه ابریشم[۶]
- زنان حرمسرای قاجار، تهران گالری راه ابریشم
- حرمسرای قاجار پاریس گالری نیکلا فلامل
- علیه تروریسم پاریس، نمایشگاه در آتلیه شخصی مهندس ایفل بر پا شد
- گوسالگی دوسالگی، تهران گالری راه ابریشم ۲ بر اساس کارتون‌هایی در مورد محیط زیست و حیوانات

## نمایشگاه‌های گروهی
- شرکت در نمایشگاه گروهی با موضوع تختی در گالری شیرین۱۳۹۲
- نمایشگاه ایران، پاریس ۱۳۹۴
- باغهای ایرانی، پاریس ۱۳۹۳
- خیام و هنر مدرن، تهران گالری راه ابریشم ۱۳۹۵
- شرکت در نمایشگاه بزرگ آرت پقی در پاریس توسط گالری راه ابریشم (که فرانسوا اولان -رئیس‌جمهور وقت فرانسه- از آثارش دیدن کرد)

## جوایز
- برنده جشنواره آسمان آبی تهران
- نفر اول جشنواره مطبوعات ۱۳۷۵[۱]
- نفر دوم جشنواره مطبوعات شهری ۱۳۸۵
- نفر سوم جشنواره بین‌المللی گفتگوی تمدنها-گل آقا ۱۳۸۲[۱]
- جایزه بهترین انیمیشن کوتاه در جشنواره طنز شهری۱۳۸۵
- دریافت نشان طلایی به عنوان بهترین کارتونیست سال از سایت تخصصی پرشین کارتون ۱۳۸۶
- جایزه منتخب از فستیوال بزرگ هنرهای تجسمی چین۱۳۸۶
- نفر اول بینال (دوسالانه) بین‌المللی تهران بخش چهره۱۳۸۶